# Campeonato Paulista Série B3
Il Campeonato Paulista Série B3 era il sesto e ultimo livello calcistico nello stato di San Paolo, in Brasile.

## Albo d'oro
- 2001 - Corinthians B (San Paolo)
- 2002 - Jabaquara (Santos)
- 2003 - Força (Caieiras)